# Hasan Achund
Muhammad Hasan Achund (pers. محمد حسن اخوند; ur. pomiędzy 1945 a 1958 w Paszmulu, dystrykt Pandżwaji, prowincja Kandahar) – afgański polityk związany z talibami, wicepremier (1996–2001) i minister spraw zagranicznych (1998–1999), od 7 września 2021 do 17 maja 2023 oraz ponownie od 17 lipca 2023 tymczasowy premier Afganistanu.

## Życiorys
Pasztun z plemienia Kakar, swoje pochodzenie wywodzi od założyciela nowoczesnego Afganistanu Ahmeda Szaha Abdalego. Urodził się pomiędzy 1945/1950 a 1955/1958 rokiem w Paszmulu w prowincji Kandahar. Jest mułłą i autorem kilku prac z zakresu islamu, kształcił się w muzułmańskich seminariach. W latach 80. niezaangażowany w wojnę, został następnie bliskim współpracownikiem lidera talibów Mohammada Omara. Podczas pierwszych rządów talibów zajmował stanowiska wicepremiera (od 26 września 1996 do 13 listopada 2001) oraz ministra spraw zagranicznych (od 1998 do 27 października 1999). Po przejściu do podziemia należał od 2001 do Quetta Shura i był liderem Rehbari Shura (rady liderów talibów), kierował także komisją zajmującą się rekrutacją. Został objęty sankcjami przez Organizację Narodów Zjednoczonych.
7 września 2021 został tymczasowym premierem Afganistanu po ponownym dojściu do władzy talibów. Widziany jest jako kandydat kompromisowy pomiędzy różnymi frakcjami talibów. 17 maja 2023 roku został zastąpiony na stanowisku premiera przez Abdul Kabira. Od 17 lipca 2023 ponownie tymczasowy premier Afganistanu.